# Aleramici
Aleramici ou Casa de Aleramici foi uma nobre família medieval italiana com provável origem nos francos sálios que governou uma série de condados e marcas na Ligúria e no Piemonte entre os séculos X e XIV, mas também na Sicília e a Calábria em particular durante o período de Rogério II até os Hohenstaufen.
Descendentes de um ramo da aristocracia militar e funcionários do Reino dos Francos Ocidentais, chegaram à Itália no final do século IX em seguida à derrota do candidato imperial Guido II de Espoleto, do qual eram partidários. O progenitor e epônimo Aleramo, filho de um conde sálico chamado Guilherme, foi fiel de início ao rei de Itália Hugo de Provença e Berengário II de Ivrea, mas em seguido aliou-se ao imperador Otão I, pelo qual foi reconfirmado no governo da Marca Alerâmica em 967. Tal entidade territorial se estendia da moderna província de Vercelli até o Ponente Ligure.
Do domínio original de Aleramo descenderam nos séculos seguintes numerosas dinastias soberanas, algumas das quais até hoje existentes, que governaram vastas áreas da Itália norte-ocidental com o título de marquês. Particularmente, relevantes foram a Marca de Monferrato, o Marquesado de Saluzzo, além do Marquesado de Busca e do Marquesado de Ceva. A originária Marca de Savona, saída da divisão dos domínios do alerâmico Bonifácio de Vasto, extinguiu-se na metade do século XII quando a cidade de Savona tornou-se comune livre. Do antigo Estado de Savona, surgiram numerosos marquesados, entre os quais o mais importante foi o Marquesado de Finale.
No curso do século XII os marqueses de Monferrato assumiram um papel de potagonistas nas disputas de seu tempo. O marquês Guilherme V de Monferrato, dito "O Velho", sobrinho do papa Calisto II e cunhado de Conrado do Sacro Conrado III da Germânia e do rei da França Luís VI, foi um dos comandantes da Segunda Cruzada. Alinhado ao fronte filo-imperial, como próprio da tradição guibelina de sua dinastia, Guilherme esteve entre os mais potentes senhores feudais da Europa: foi descrito pelo cunhado, o bispo Otão de Frisinga, como "O único dos senhores da Itália que escapou do poder das cidades".

## História
O fundador da dinastia foi Guilherme I de Monferrato, provavelmente um franco que teria chegado à Itália em 888 ou 889 para ajudar seu aliado franco Guido III de Espoleto em sua busca pela Coroa de Ferro dos reis lombardos. Seu filho Aleramo foi o primeiro a receber do imperador do Sacro Império Romano-Germânico o título de marquês (ou margrave, do alemão Markgraft, isto é, conde da marca).
No século XII, os Aleramici eram uma das maiores famílias do Piemonte, aparentados com os Capetos e os Hohenstaufen. Membros da família participavam frequentemente das Cruzadas e se tornaram reis e rainhas de Jerusalém. Eles também se casaram com membros das famílias imperiais bizantinas dos Comnenos, Ângelos e Paleólogos e, como resultado da Partitio terrarum imperii Romaniae após a Quarta Cruzada, fundaram o Reino de Salonica. Conrado de Monferrato (Conrado I de Jerusalém) era um nobre italiano e um dos protagonistas da Terceira Cruzada. Ele foi o rei de facto de Jerusalém, por matrimônio, a partir de 24 de novembro de 1190 e foi oficialmente eleito apenas no ano seguinte, dias antes de morrer. Ele também foi marquês de Monferrato a partir de 1191.
No final do século XI, a família se dividiu em dois ramos principais: o primeiro governou a Marca de Monferrato até 1305; o outro (chamado Del Vasto) governou o sul do Piemonte e a Ligúria ocidental. No meio do século XII, a família Del Vasto se ramificou de novo em diversas linhas, cada uma governando pequenos marquesados, como Saluzzo (de 1135 até 1548), Finale (governado pelos Del Carretto de 1135 até 1602), Ceva, Busca e Clavesana. Os Del Carretto também tinham diversas linhagens paralelas no Piemonte, na Sicília e, aparentemente, até mesmo na França (os de la Charrette). Finalmente, os Lancia são um ramo do marquesado de Busca.